# Новая Жизнь (Смолевичский район)
Новая Жизнь (бел. Новае Жыццё) — деревня в Смолевичском районе Минской области Республики Беларусь.
Расположена возле участка автотрассы P53 между Динаровкой и Смолевичами.